# Flaga Adygei
Zieleń symbolizuje islam. Dwanaście gwiazdek oznacza plemiona, które w XIX wieku wspólnie walczyły o niepodległość. Strzały są symbolem braterstwa, męstwa i jedności wszystkich narodowości Adygei.
Ustanowiona w 1830 roku. Przywrócono 24 marca 1992 roku. Proporcje 1:2.